# Џунко Табеј
Џунко Табеј (транслит. ; Фукушима, 22. септембар 1939 – 20. октобар 2016) била је јапанска планинарка, прва жена која се попела на Монт Еверест, 16. маја 1975. Носилац је највишег ордена Краљевине Непал. Она је 1992. године постала прва жена која је испунила Програм 7 врхова, освојивши највише врхове свих 7 континената.